# Huron (Nowy Jork)
Huron – miasto w Stanach Zjednoczonych, w stanie Nowy Jork, w hrabstwie Wayne.